# Ion Anghel
Ion (Nino) Anghel (n. 16 octombrie 1928, Buzău, România – d. 28 decembrie 1997) a fost un actor român de teatru și film.

## Biografie
A absolvit Conservatorul de Artă Dramatică din București, jucând apoi pe scenele teatrelor particulare din capitală. I-a avut profesori pe: Constantin Ramadan, Marieta Sadova și Marcel Anghelescu. Este angajat apoi ca actor la Teatrul Giulești (actualul Teatru Odeon) (1952-1971), Teatrul Alexandru Davila din Pitești și Teatrul Ion Creangă din București. 
A jucat într-un număr mare de filme, precum și în spectacolele realizate pentru Teatrul Național Radiofonic.

## Filmografie
- Mitrea Cocor (1952)
- Alarmă în munți (1955)
- Pe răspunderea mea (1956)
- D-ale carnavalului (1959) - Iordache
- Cinci oameni la drum (1962)
- Mărturiile unei mese de restaurant (1963)
- Lumină de iulie (1963)
- Codin (1963)
- Pași spre lună (1964) - troglodit
- Străinul (1964)
- Neamul Șoimăreștilor (1965) - ceauș al lui Tomșa
- Dincolo de barieră (1965)
- Vremea zăpezilor (1966)
- Faust XX (1966)
- Fantomele se grăbesc (1966)
- Maiorul și moartea (1967) - spărgătorul Prunache
- Castelanii (1967)
- Zile de vară (1968)
- Răutăciosul adolescent (1969) - Săbăduș
- Castelul condamnaților (1970)
- B.D. la munte și la mare (1971) - infractorul Mocanu
- Sfînta Tereza și diavolii (1972) - partizanul Breban
- Zestrea (1973)
- Dragostea începe vineri (1973)
- Porțile albastre ale orașului (1974)
- Trei scrisori secrete (1974)
- Tatăl risipitor (1974)
- Muntele ascuns (1975)
- Mastodontul (1975) - Ananie
- Ultima noapte a singurătății (1976)
- Bunicul și doi delincvenți minori (1976)
- Roșcovanul (1976)
- Primarul activ (film TV, 1976) - Vanghele, cuscrul primarului
- Toate pînzele sus! (1977) - palicarul hoț (ep. 2, 5, 8-9)
- Acțiunea „Autobuzul” (1978) - ofițerul de securitate Foma
- Înainte de tăcere ‎(1978)
- Ultima frontieră a morții (1979)
- Bună seara, Irina! (1980)
- Saltimbancii (1981)
- De ce trag clopotele, Mitică? (1981)
- Înghițitorul de săbii (1982)
- Un saltimbanc la Polul Nord (1982)
- Năpasta (1982)
- Viraj periculos (1983) - responsabilul restaurantului
- Fram (1983)
- Ringul (1984) - reprezentantul companiei Bio-Aktiv
- Ciuleandra (1985) - cârciumarul din Vărzari
- Noi, cei din linia întâi (1986) - dirijorul fanfarei cehoslovace (nemenționat)
- Moromeții (1987) - jandarm
- François Villon – Poetul vagabond (1987) - Fournier
- Toate pînzele sus - Misterele mărilor (1987) - palicarul hoț
- Toate pînzele sus - Întâlnire în Atlantic (1987) - palicarul hoț
- Secretul armei... secrete! (1989)
- Șobolanii roșii (1991)
- Cel mai iubit dintre pămînteni (1993) - gardianul Gicuță
- Privește înainte cu mînie (1993)
- Liceenii în alertă (1993) - plutonier
- Aici nu mai locuiește nimeni (film TV, 1995)

## Teatru
- Monstrul din Samarkand
- Armata I de cavalerie
- Ulița fericirii
- Între două drumuri
- La telefon Taimirul
- Gâlcevile din Chioggia
- Ferestre deschise
- Cocoșelul neascultător
- Manevrele
- Haiducii
- Dragostea prințesei
- Zodia gemenilor
- Visul unei nopți de vară
- Ubu Rege (1990) - teatru radiofonic